# Stazione di Travesio
La stazione di Travesio è una stazione ferroviaria situata a Usago di Travesio (provincia di Pordenone), lungo la ferrovia Sacile-Pinzano.

## Storia
La stazione venne inaugurata il 28 ottobre 1930 quando venne aperto il tratto ferroviario che collegava la stazione di Sacile con la stazione di Pinzano.

## Movimento
Il servizio passeggeri regionale era svolto da Trenitalia lungo la relazione Sacile – Pinzano – Gemona. Dal luglio 2012 il servizio ferroviario è sostituito da autocorse.

## Interscambi
La stazione è priva di interscambi con autobus interurbani, la fermata più vicina è posta ad Usago, a circa 1 km.